# 长沙航空职业技术学院
长沙航空职业技术学院，军校名中国人民解放军空军航空维修技术学院（简称空军航空维修技术学院），是唯一的一所由解放军领导的普通国民教育专科高校，隶属中国人民解放军空军装备部，未列入军事院校行列。

## 历史沿革

### 空军航空工程部第二航空工程学校
- 1973年，创建中国人民解放军第5712工厂技工学校。
- 1979年，更名中国人民解放军空军航空工程部第二技工学校。
- 1982年，更名中国人民解放军空军航空工程部技术学校。
- 1985年，更名中国人民解放军空军航空工程部第二航空工程学校。

### 空军航空修理第二职工大学
- 1983年2月，建立中国人民解放军空军航空修理第二职工大学。

### 合署时期
- 1985年，空军航空修理第二职工大学由成都迁入长沙，与解放军空军航空工程部第二航空工程学校合署办学。
- 1994年，空军航空修理第二职工大学更名中国人民解放军空军第二职工大学。
- 1994年9月，解放军空军航空工程部第二航空工程学校更名中国人民解放军空军长沙航空工程学校。

### 合并时期
- 1998年3月19日，空军第二职工大学、空军长沙航空工程学校合并，建立长沙航空职业技术学院，军校名为中国人民解放军空军航空维修技术学院。

- 2002年，长沙工业学校并入。

## 机构和专业设置
中国人民解放军空军航空维修技术学院下设六大系：
- 航空装备工程系
- 机械制造工程系
- 电子电气工程系
- 化工与信息工程系
- 经济与贸易系
- 管理工程系

## 荣誉称号

### 湖南省教育厅授奖
- “湖南省文明高等学校”[2]
- “湖南省职业教育先进单位”[2]
- “湖南省文明单位”[2]
- “毕业生就业工作优秀单位”[2]
- “湖南省示范性职业技术学院”建设单位（2008年）[2]

### 中华人民共和国省部委授奖
- “国家技能人才培育突出贡献奖”（2006年，国家劳动与社会保障部颁奖）[2]
- “湖南省唯一一所专业技术士官定点招收院校”（2009年，国防部征兵办颁奖）[2]